# I. P. Pavlova (stanice metra)
I. P. Pavlova (zkratka IP) je stanice metra v Praze, která leží pod stejnojmenným náměstím na hranici Nového Města a Vinohrad, které je pojmenováno podle ruského fyziologa Ivana Petroviče Pavlova. Původní plán byl stanici pojmenovat Náměstí Pavlova. Až později vznikla varianta s jeho iniciály. Otevřena byla 9. května 1974 spolu s prvním úsekem metra (I.C Florenc – Kačerov). Stanice je nejvytíženější stanicí pražského metra – v roce 2008 zde byl denní obrat cestujících (nástup + výstup) přes 118 tis.

## Charakteristika stanice

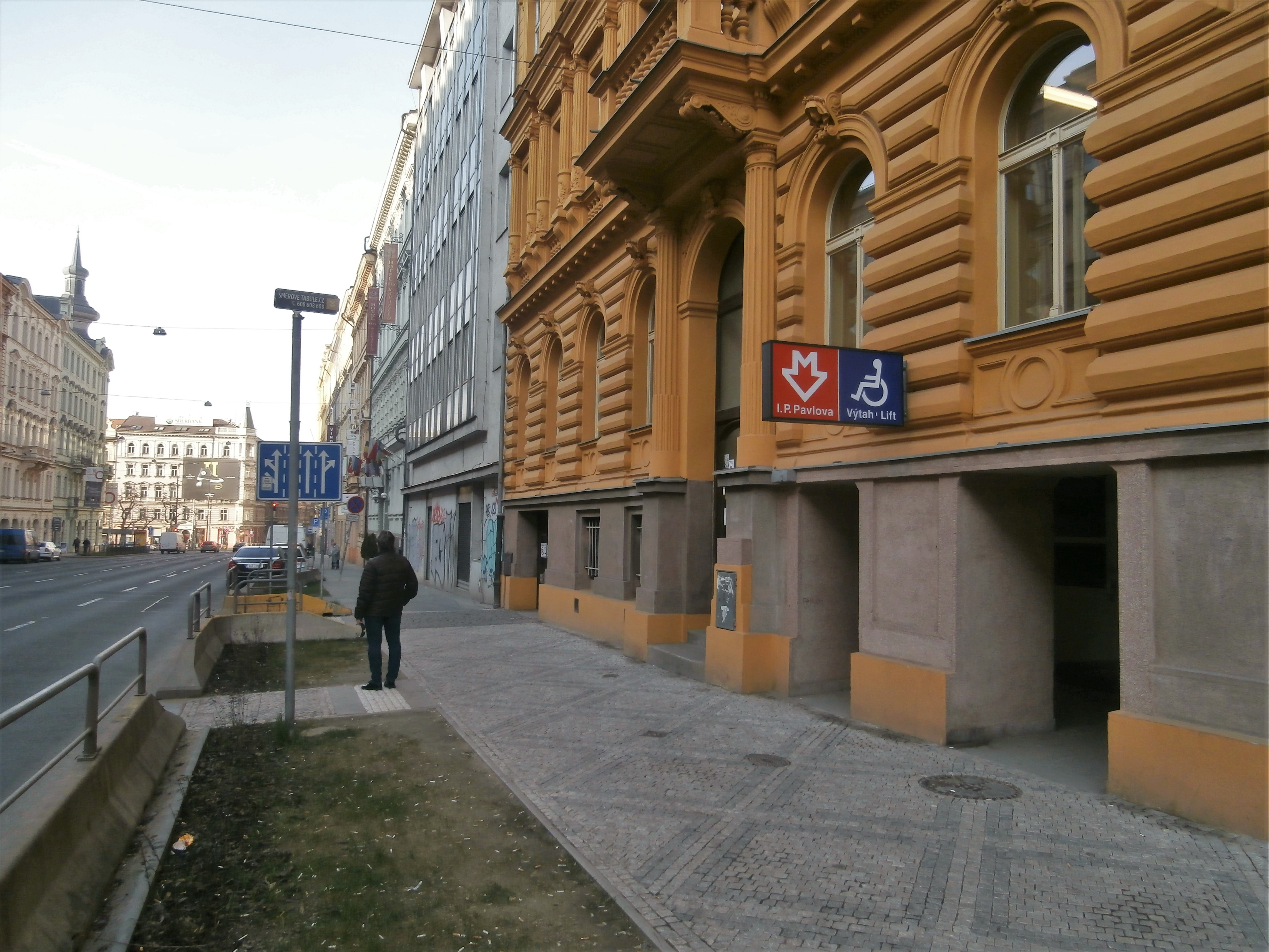
Vchod do výtahu vedoucího do stanice I. P. Pavlova

Stanice I. P. Pavlova je hloubená, založená v jámě (19 m hluboko). Nástupiště stanice je podpíráno šestibokými sloupy, stěny za stanicí jsou obloženy mramorovými deskami. Z nástupiště vede jen jeden výstup krátkým eskalátorovým tunelem se čtyřmi eskalátory do velkého podzemního vestibulu pod náměstím a přilehlou křižovatkou, se čtyřmi výstupy (pátý, vedoucí směrem na Václavské náměstí, nebyl kvůli zachování zeleného pásu vybudován[zdroj?]). Stanice umožňuje přestup na velké množství tramvajových linek. 
Ve směru od stanice Vyšehrad jsou před vlastní stanicí v obou kolejích odbočky na traťové spojky na trasu A, které ústí ve stanici Náměstí Míru. Spojka, která je v 1. koleji (kolej, po které jede vlak ze stanice Háje do stanice Letňany), se jmenuje C – A. Spojka ve 2. koleji se jmenuje A – C. Zajímavostí těchto spojek je, že jede-li vlak z Depa Kačerov do Depa Hostivař a naopak, nemusí měnit směr jízdy. Tato podmínka byla zadána již při projektu, dochází k podstatné úspoře času – strojvedoucí nemusí nikde přecházet. Obě spojky je samozřejmě možno využívat obousměrně. 
Na výstavbu stanice v letech 1970–1974 bylo vynaloženo 160,8 milionů Kčs. Stavbu prováděl oborový podnik Vojenské stavby. V dubnu 1970 byly zahájeny práce na pilotových stěnách. Malé piloty byly v celé výšce vrtány strojně, velké jen v měkkých horninách, v břidlici již pomocí trhavin. Celkem bylo využito 68 000 m² pilotových stěn. Na ně byl uložen prefabrikovaný strop. Pod ním se těžila zemina a montovaly se konstrukce zavěšení mezistropů. První mezistrop byl dokončen koncem roku 1971, druhý v květnu následujícího roku, v listopadu byl vytěžen poslední záběr. Vytěžilo se celkem 87 800 m³ horniny. Na dno byla uložena izolace a základová deska, k pilotům byly přibetonovány vnitřní stěny, stanice se postupně odspodu betonovala a ocelové závěsy se demontovaly. Uloženo bylo 16 550 m³ betonu a 1550 t oceli. Na začátku roku 1973 byl zprovozněn první výtah, díky němuž se mohly rychle montovat ostatní technologie a provádět dokončovací úpravy.
Od 31. srpna 2015 je stanice bezbariérová. Bezbariérový výstup ze stanice ústí do přízemí domu v Legerově ulici s přímým výstupem na chodník.

## Výzdoba
Ve vestibulu stanice je vystaven kamenný reliéf s dvojicí lvů, který v minulosti zdobil nároží bašty barokního opevnění Nového Města (poblíž tzv. Slepé brány) a byl objeven v Jugoslávské ulici během výstavby metra.
Nad eskalátory se nachází velkoformátová ilustrace Kateřiny Bažantové (známé též pod jménem Ktaiwanita), vytvořená v roce 2011 v rámci projektu Art in subway a zobrazující cestující v metru jako antropomorfní psy. Postava v popředí drží hamburger a knihu Ivana Petroviče Pavlova Experimentální psychologie a psychopatologie zvířat.

## Zajímavost
Ve vestibulu stanice metra byl natočena část českého sci-fi filmu Zítra vstanu a opařím se čajem; vestibul sloužil jako odletová hala společnosti pro cestování časem.

## Lidová pojmenování
- Ípák – ze zkratek jména a otčestva fyziologa[6]
- Pavlák
- Pavlákovo náměstí
- Slinták, Slintáč – narážka na skutečnost, že Ivan Petrovič Pavlov konával pokusy se slintajícími psy[7][8]
- IQ Havlova – pojmenování propagované mimochodem v seriálu Česká soda[9]